# تكنولوجيا عميقة
تعتمد شركات التكنولوجيا العميقة (بالإنجليزية: Deep technology) أو الشركات الناشئة للتكنولوجيا العميقة على التقدم العلمي الكبير والابتكار الهندسي عالي التقنية، وتتطلب كذلك البحث والتطوير المطوّل، وقد تستغرق وقتاً طويلاً للوصول إلى التطبيق التجاري. غالباً ما يتطلب عمل هذه الشركات استثمارات كبيرة لتحقيق النجاح التجاري، وعادة ما تكون الملكية الفكرية الأساسية للابتكارات التكنولوجية العميقة محمية بشكل جيد، ويصعب إعادة إنتاجها، ممّا يجعلها ميزة تنافسية قوية أو عائقاً أمام الدخول.

## التعريف
صِاغ مصطلح التكنولوجيا العميقة سواتي شاتورفيدي، المؤسس المشارك والرئيس التنفيذي لشركة الاستثمار Propel-X، حيث تشير كلمة التكنولوجيا العميقة إلى فئة من الشركات الناتجة التي تطور منتجات جديدة تعتمد على «الاكتشاف العلمي أو الابتكار الهندسي».
ووفقاً للبحث الذي أجري عام 2019 من قبل مجموعة بوسطن الاستشارية ومرحبا بالغد "Hello Tomorrow" وهي منظمة فرنسية غير ربحية تدعم التكنولوجيا العميقة، تضمنت مجالات التكنولوجيا العميقة أبرز المواد المتقدمة، والذكاء الاصطناعي، والتكنولوجيا الحيوية، وسلسلة الكتل، والروبوتات، والضوئيات، والإلكترونيات، والحوسبة الكمومية. وقد ساهمت في زيادة استثمارات القطاع الخاص العالمي في هذه المجالات بأكثر من 20% سنوياً مقارنة بعام 2015 ووصل إلى حوالي 18 مليار دولار في عام 2018، ومن المجالات الممكن تطبيق التكنولوجيا العميقة عليها هي الزراعة وعلوم الحياة والكيمياء والفضاء والطاقة الخضراء.
وفي سياق الأعمال، تتميز التكنولوجيا العميقة بثلاث سمات رئيسية: إمكانية التأثير، وأنها تتطلب وقتا طويلا للوصول إلى استحقاق جاهز للسوق، ومتطلبات كبيرة لرأس المال.
- غالبا ما تكون الابتكارات التكنولوجية العميقة جذرية، وقد تنشئ أسواقاً جديدة أو تعطل الأسواق الحالية، فغالباً ما تتصدى شركات التكنولوجيا العميقة للتحديات الاجتماعية والبيئية الكبيرة، ولديها إمكانية التأثير على الحياة اليومية، وتعتبر رقائق السيليكون مثالاً على الابتكار الذي اضفى للعملية الحسابية سرعة وحجم لا يمكن تصورها سابقاً.[5]
- الوقت اللازم للانتقال من العلوم الأساسية إلى التكنولوجيا القابلة للتطبيق في التكنولوجيا العميقة يتجاوز الوقت اللازم لتطوير الشركات الناشئة القائمة على التكنولوجيا في نطاق واسع ومن أمثلتها («التكنولوجيا الضحلة» مثل تطبيقات الجوال والمواقع الإلكترونية وخدمات التجارة الإلكترونية). وعلى سبيل المثال استغرق تطوير التكنولوجيا وراء الذكاء الاصطناعي عقوداً، والآن تتطور شركات الذكاء الاصطناعي بسرعة في العديد من المجالات، ووفقا لـ " Hello Tomorrow " اعتباراً من عام 2019، استغرق الأمر 4 سنوات في المتوسط للوصول إلى السوق في مجال التكنولوجيا الحيوية و 2.4 سنوات في سلسلة الكتل.
- إن الطلب على تمويل ضخم في مرحلة مبكرة من أجل البحث والتطير وتطير النموذج الأولي في دورة حياة الشركات الناشئة ذات التكنولوجيا العميقة تجبرهم على التخلي عن التمويل الثابت من الأصدقاء والعائلة إلى أموال المستثمرين المُلاك وإلى المال الأولي و " Series A " والحوالات اللاحقة التي تؤدي إلى البيع التجاري أو الاكتتاب العام.[6]

## التاريخ
يزداد التمويل لشركات التكنولوجيا العميقة على مر السنين، ووفقا لمجموعة بوسطن الاستثمارية، ارتفع إجمالي الاستثمارات في شركات التكنولوجيا الحيوية من 1.7 مليار دولار إلى 7.9 مليار دولار من عام 2011 وحتى عام 2016. وتتركز أنشطة الاستثمار في الولايات المتحدة والصين والتي بلغت حوالي 81% من الاستثمارات العالمية في التكنولوجيا العميقة من 2015 إلى 2018 مع ما يقرب من 32.8 مليار دولار و 14.6 مليار دولار المستثمرة في كل بلد، على التوالي. وتعد الصين كمحرك رئيسي في استثمارات التكنولوجيا العميقة مع زيادة التمويل بنسبة 80% كل عام خلال تلك الفترة مقارنة بـ 10% كل عام في الولايات المتحدة. وتنشط أيضًَا الدول الأوروبية في الاستثمار في التكنولوجيا العميقة. ووفقاً لصحيفة فاينانشال تايمز في عام 2017 بلغ إجمالي التمويل لشركات التكنولوجيا العميقة حوالي 3 مليارات يورو عبر 600 صفقة.
وقد أظهرت شركات مثل قوقل وفيسبوك وأمازون وآي بي أم وأبل اهتماماً متزايداً بتطبيقات التكنولوجيا العميقة في الذكاء الاصطناعي والواقع الافتراضي والطائرات من دون طيار والسيارات ذاتية القيادة. وتعمل مسرعات الأعمال أيضًَا على تحويل التركيز من الشركات الرقمية الضيقة إلى التكنولوجيا العميقة. وفي عام 2016 كانت هناك مجموعة من 32 شركة ناشئة للتكنولوجيا العميقة من بينها شركة Y combinator منها 9 في مجال التكنولوجيا الجيوية و 4 في الطائرات من دون طيار و 3 في الأجهزة المتقدمة.